# Вершина Берга
Верши́на Бе́рга (каз. Берг шыңы) — вершина находящаяся на северо-западном склоне Джунгарского Алатау в Казахстане.

## Общие сведения
Вершина Берга получила своё наименование после того, как там в 1947 году побывала экспедиция Сектора географии АН Казахской ССР под руководством Н. Н. Пальговa и назвала её в память советского географа, академика Льва Берга.

## Расположение
Вершина Берга находится в Казахстане, на северо-западном склоне Джунгарского Алатау, в верховьях рек Балакора и Кора — притоков реки Лепсы.

## Описание
Вершина Берга имеет отвесные склоны и покрыта одноимённым ледником. Состоит, в основном, из кристаллических мраморизованных известняков, гранитов, гранодиоритов.